# Biesenthal
Biesenthal  est une commune de l'arrondissement de Barnim, dans le Land de Brandebourg, en Allemagne.

## Personnalités liées à la ville
- Bernhard von der Schulenburg (1852-1936), homme politique mort à Biesenthal.